# Грин, Сэмюэль
Сэмюэль Грин (Samuel Green; ок. 1614 — 1 января 1702) — американский печатник, основатель династии книгопечатников, среди которых были Бартоломью Грин, Бартоломью Грин-младший и Джозеф Денни. Родился в Англии. Перебрался в Кембридж, Массачусетс, вместе с Джоном Винсропом в 1630 году. Был одним из первых американских книгопечатников. Хотя он прибыл в Америку за 8 лет до Стивена Дея, не существует никаких сведений о том, что Грин занимался книгопечатанием в то время. По-видимому, он начал печатать книги только спустя 10 лет после Дея. Грин также был городским головой Кембриджа, и капитаном местного ополчения. У Грина была девятнадцать детей от двух жен. Его потомки работали книгопечатниками в Коннектикуте, Мэриленде, Пенсильвании, Новой Шотландии, и других местах.
Самое известное издание Сэмюэля Грина — Библия Элиота, отпечатанная Грином в 1663 году вместе с Мармадьюком Джонсоном. Библия была переведена на язык племени массачусетов миссионером Элиотом, и стала первой Библией, напечатанной в Новом Свете.